# 丝状长踦蟹
丝状长踦蟹（学名：Phalangipus filiformis）为蜘蛛蟹科长踦蟹属的动物。分布于日本、菲律宾、马来群岛、澳大利亚西北及东北部、台湾岛以及中国大陆的广西、广东等地，生活环境为海水，一般生活于沙质浅海底。